# The Dodos
 For alternative betydninger, se The Dodos (flertydig). (Se også artikler, som begynder med The Dodos)
The Dodos er et New Weird America indie-rockband fra San Francisco, USA, dannet i 2006. De gennemgående medlemmer er Meric Long (guitar, vokal), Logan Kroeber (trommer, og Joe Haener (xylofon).

## Diskografi

### Albums
| Titel                                                    | Albumdetaljer                                      | Højeste hitlisteplacering | Højeste hitlisteplacering | Højeste hitlisteplacering | Højeste hitlisteplacering |
| Titel                                                    | Albumdetaljer                                      | US                        | US Alt                    | US Indie                  | US Rock                   |
| -------------------------------------------------------- | -------------------------------------------------- | ------------------------- | ------------------------- | ------------------------- | ------------------------- |
| Beware of the Maniacs                                    | - Released: July, 2006 - Label: Self-released      | —                         | —                         | —                         | —                         |
| Visiter                                                  | - Released: March 18, 2008 - Label: Frenchkiss     | —                         | —                         | —                         | —                         |
| Time to Die                                              | - Released: September 15, 2009 - Label: Frenchkiss | —                         | —                         | 33                        | —                         |
| No Color                                                 | - Released: March 15, 2011 - Label: Frenchkiss     | 70                        | 8                         | 9                         | 15                        |
| Carrier                                                  | - Released: August 27, 2013 - Label: Polyvinyl     | —                         | —                         | —                         | —                         |
| Individ                                                  | - Released: January 25, 2015 - Label: Polyvinyl    | —                         | —                         | 50                        | —                         |
| Certainty Waves                                          | - Released: October 12, 2018 - Label: Polyvinyl    | —                         | —                         | —                         | —                         |
| Grizzly Peak                                             | - Released: November 12, 2021 - Label: Polyvinyl   | —                         | —                         | —                         | —                         |
| "—" denotes album that did not chart or was not released |                                                    |                           |                           |                           |                           |

### Singler
| "Red and Purple"                                                     | 2008 | 89 | 87 | Visiter          |
| "Fools"                                                              | 2008 | —  | —  | Visiter          |
| "Fables"                                                             | 2009 | —  | —  | Time to Die      |
| "Longform"                                                           | 2009 | —  | —  | Time to Die      |
| "Black Night"                                                        | 2011 | —  | —  | No Color         |
| "All Night" / "Horns"                                                | 2011 | —  | —  | Non-album single |
| "Companions"                                                         | 2011 | —  | —  | No Color         |
| "Good"                                                               | 2011 | —  | —  | No Color         |
| "Don't Try and Hide It"                                              | 2011 | —  | —  | No Color         |
| "Confidence"                                                         | 2013 | —  | —  | Carrier          |
| "Competition"                                                        | 2014 | —  | —  | Individ          |
| "Two Ships" / "Somewhere Else"                                       | 2015 | —  | —  | Non-album single |
| "Forum"                                                              | 2018 | —  | —  | Certainty Waves  |
| "SW3"                                                                | 2018 | —  | —  | Certainty Waves  |
| "The Surface"                                                        | 2019 | —  | —  | Grizzly Peak     |
| "The Atlantic"                                                       | 2019 | —  | —  | Grizzly Peak     |
| "Annie"                                                              | 2021 | —  | —  | Grizzly Peak     |
| "With A Guitar" / "Pale Horizon"                                     | 2021 | —  | —  | Grizzly Peak     |
| "—" denotes items not released in that territory or failed to chart. |      |    |    |                  |

### Specialudgivelser
- Dodo Bird (EP) (2006)
- The Dodos: Live at the Spiegeltent (2008)
- Live From Akropolis, Prague (2009)
- Dodos Live in Amsterdam (2011)